# Hospozín
Hospozín település Csehországban, a Kladnói járásban. Hospozín Martiněves, Bříza, Kmetiněves, Černuc és Hobšovice településekkel határos. Lakosainak száma 563 fő (2024. január 1.).

## Népesség
A település lakosságának változását az alábbi diagram mutatja:
| Lakosok száma | 512  | 1097 | 956  | 664  | 512  | 515  | 512  | 527  | 552  | 563  |
|               | 1869 | 1890 | 1921 | 1950 | 1980 | 2001 | 2017 | 2019 | 2022 | 2024 |